# Robert Mbella Mbappe
Robert Mbella Mbappe (né le 21 octobre 1937 à Ebone et mort le 4 janvier 2014 à Neuilly-sur-Seine) est un commis de l'État camerounais (Ministre de la Justice).

## Biographie

### Enfance et débuts
Robert Mbelle Mbappe est né le 21 octobre 1937 à Ebone, une localité située dans l'arrondissement de Nkongsamba, département du Mungo. Il fait ses études primaires au mission protestante de Ndoungué et à l'école régionale d'Akwa-Douala où il obtient son CEPE en juin 1950. Il poursuit ses études secondaires au lycée Leclerc de Yaoundé de 1950 à 1957 puis obtient une bourse et quitte le Cameroun pour poursuivre ses études supérieures à l'université de Bordeaux en France. 
De 1957 à 1958, il prépare le concours d'entrée à l'École nationale de la France d'outre-mer (ENFOM) au lycée Michel Montaigne. En 1958, il obtient son premier certificat de licence en droit, ses deuxième et troisième certificats sont obtenus en 1959 et 1960. En 1961, il obtient une licence de droit. En juin 1969, il soutient sa thèse de doctorat d'État en droit privé. Il est lauréat de la faculté de droit de Bordeaux. En février 1963, il obtient un diplôme d'étude supérieur de droit privé.

### Carrière
Il entame sa carrière professionnelle au centre national d'études judiciaires à Bordeaux et Paris, en France.

### Décès
Il meurt le 4 janvier 2014 à l'hôpital américain de Paris des suites d'un cancer,.